# 10148 Сірасе
10148 Сірасе (10148 Shirase) — астероїд головного поясу, відкритий 14 квітня 1994 року.
Тіссеранів параметр щодо Юпітера — 3,175.
Названо на честь Сірасе (яп. しらせ(白瀬) сірасе).